# Wilhelm Zander
Wilhelm Zander (Saarbrücken, 22 april 1911 - 27 september 1974) was een adjudant van Martin Bormann tijdens de Tweede Wereldoorlog.

## Biografie
Hij werd geboren in Saarbrücken. Hoewel hij slechts een geringe opleiding had genoten, bouwde Zander zakelijke belangen op in Italië. Hij liet deze belangen varen om een voltijdse betrekking als nazipartijmedewerker op zich te nemen. In 1933 trad hij toe tot de Schutzstaffel (SS) en bereikte later de rang van SS-Standartenführer.
Begin 1945 vergezelde hij Bormann en de Duitse leider Adolf Hitler naar de Führerbunker in Berlijn. Op 29 april 1945, tijdens de Slag om Berlijn, dicteerde Hitler zijn laatste wil en politiek testament. Drie boodschappers werden aangesteld om het testament uit de belegerde stad Berlijn te brengen om hun aanwezigheid voor het nageslacht te verzekeren. De eerste boodschapper was plaatsvervangend persvoorlichter, Heinz Lorenz. De tweede boodschapper was Willy Johannmeyer, Hitlers legeradjudant, en de derde was Zander. De drie mannen vertrokken die dag. Bormann had Zander opgedragen de documenten naar Karl Dönitz te brengen.
Op 30 april, met het Rode Leger van de Sovjet-Unie op minder dan 500 meter van het bunkercomplex, pleegde Hitler zelfmoord. Zander haalde het door de omsingeling van Berlijn door het Sovjetleger naar het westen.
Na afloop van de oorlog werd vervolgens ontdekt dat hij de achternaam Paustin had aangenomen en als tuinman werkte. Onder deze naam werd hij in de Amerikaanse bezettingszone gevangen genomen en als gevolg daarvan vielen de kopieën van Hitlers testament in handen van de Amerikaanse en Britse strijdkrachten. Daarna, tegen januari 1946, werden de teksten van de documenten gepubliceerd in de Amerikaanse en Britse pers.

## Militaire carrière
- SS-Sturmführer: 12 juni 1933[3]
- SS-Obersturmführer: 30 januari 1934[3]
- SS-Hauptsturmführer: 20 april 1934[3]
- SS-Sturmbannführer: 20 april 1937[3]
- SS-Obersturmbannführer: 20 april 1943[2]
- SS-Standartenführer: 12 september 1944
- Leutnant der Reserve:[2]

## Lidmaatschapsnummers
- NSDAP-nr.: 552 659[3] (lid geworden 1931)
- SS-nr.: 27 789[3]

## Decoraties
- IJzeren Kruis 1939, 1e Klasse[2] en 2e Klasse
- Sportinsigne van de SA[3]
- Rijksinsigne voor Sport in brons[3]
- SS-Ehrenring[3]
- Ehrendegen des Reichsführers-SS[2]